# ランボー
『ランボー』（原題: First Blood）は、1982年のアメリカのアクション映画で、『ランボー』シリーズの第1作である。
ディヴィッド・マレルのデビュー小説『一人だけの軍隊』の映画化作品であり、社会から孤立したベトナム帰還兵ランボーと、たまたま街を訪れた流れ者というだけでランボーを排除しようとした保安官との戦いや、ランボー自身の独白を通して、「ベトナム戦争によって負ったアメリカの傷」が描かれている。
本作によりスタローンは当たり役の一つを得て、『ロッキー』に続くキャラクターイメージを獲得し、アクションスターとしての地位を不動のものとした。本作は単なる娯楽追求のアクション映画と異なり、現実のアメリカのベトナム帰還兵の姿と重ね合わせたストーリーとなっており、非常に重いテーマの作品となっている。

## あらすじ
プロローグ
1981年12月のワシントン州。ベトナム帰還兵ジョン・ランボーは、ベトナム時代の戦友を訪ねて山間の田舎町を訪れる。しかし戦友は、戦争で浴びた化学兵器の後遺症で癌を患い、既にこの世を去っていた。戦友宅を辞去し、食事をとるため街へ入ったランボーに、保安官ティーズルが声を掛ける。ティーズルはランボーがトラブルを起こしそうな身なりや顔つきだと判断し、偏見から街を素通りして出ていけと高圧的な態度で告げ、ランボーをパトカーに乗せて市街地の外れへと追い出す。それでも来た道を戻り街へ入ろうとするランボーを、ティーズルは公務執行妨害とサバイバルナイフ所持で逮捕し保安官事務所へと連行する。
保安官達との戦闘
事務所の取調室に入れられたランボーに、ベトナム時代に囚われの身になった時の体験がフラッシュバックする。取調べにあたる保安官達はフラッシュバックにより沈黙するランボーに対し、取り調べに協力的でないとして高圧的に接し、小突いたり消防ホースからの噴流を浴びせるなど拷問じみた嫌がらせを行う。そしてランボーの髭を剃ろうと羽交い絞めにし、シェービングクリームも付けずにその顔へ剃刀を近付けた瞬間、ランボーの脳裏に、かつてベトナムで受けた拷問の様子が鮮烈に蘇ってくる。その場にいた保安官助手全員を素手で叩きのめし、ランボーは没収されたナイフを奪い返して山中へと逃走する。
ティーズルは部下を率いて山狩りを開始し、絶壁まで追い詰める。しかしヘリに乗っていた保安官助手が独断でランボーの射殺を図り、身を守ろうとしたランボーが投げた石によって動揺したヘリから転落し、命を落とす。「これは事故だ、彼を殺す意志はなかった」と戦闘の停止を呼びかけるランボーに対し、死んだ保安官助手の独走を知らないティーズル達は仇討ちとばかりに発砲。これをきっかけにランボーは反撃へと転じ、グリーンベレー仕込みのゲリラ戦で保安官助手達を1人ずつ無力化し、最後に残ったティーズルの喉元にナイフを突き付けて「この山では俺が法律だ」と言い残し、山奥へと姿を消す。
州兵による追撃
ティーズルが麓へ戻ると、州警察と州兵によって組まれた対策本部へ、国防総省からサミュエル・トラウトマン大佐が派遣されてくる。ランボーのベトナム時代の上官である大佐は、ゲリラ戦においてランボーがどれだけ優秀な兵士であるかを語り、被害を最小限に抑えるため、一旦ランボーから手を引いて山から下ろし、別の街へ移動したところを改めて逮捕することを提案する。しかしティーズルは自分の手でランボーを捕えることに固執し、大佐の案を聞き入れない。ランボーを説得するため、大佐はベトナム時代のコールサインを使って無線で呼び掛ける。応答したランボーは、ベトナム時代の戦友たちが彼を除いて全員死んだことを伝えつつ、先に仕掛けてきた(first blood)のは保安官達だと告げ、投降の意思がないことを明確に表す。
夜が明け、追っ手に見付かったランボーはねぐらにしていた廃坑に駆け込むが、州兵によって包囲される。戦闘慣れしていない州兵たちはランボーの戦闘力に恐怖し、ティーズルが生け捕りにしろと言うのも聞かず、坑道にロケット弾を撃ちこんでランボーを生き埋めにする。跡形もなく崩れ落ちた廃坑を見て、州兵、州警察、ティーズルは、ランボーの死を確信する。しかし間一髪で坑道に跳び込んで生きていたランボーは坑道の中をひたすら進み、ついに出口を見つけて地上へと脱出する。
街へと逆襲へ
ランボーは通りかかった州兵のトラックを強奪。荷台にあったM60機関銃と弾薬を携え、夜陰に乗じて再び街へと姿を現す。彼はガソリンスタンドを爆破して街の注意をそちらに向けた後、保安官事務所の電源を断って近所の銃砲店を破壊し、保安官事務所に連射の銃弾を撃ち込む。ティーズルは屋上の天窓に潜んで待ち伏せていたが、踏み込んできたランボーに返り討ちにされ、重傷を負って屋内に転落する。彼にとどめを刺そうとするランボーの前に、大佐が現れる。「周囲は完全に包囲され200丁のM16がお前を狙ってる、もう助かる見込みはない、投降しろ、戦いは終わった」と告げる大佐に、ランボーは「まだ終わっちゃいない！戦争は続いている！」と絶叫する。そしてその口から、戦争終結から7年経った現在でも続くトラウマと悲劇が語られる。
ベトナムから帰還した直後に空港で戦争を知らない一般人から浴びせられた反戦デモの罵声。ベトナムの戦場には助け合える友人がたくさんいたのに、祖国アメリカでは誰も助けてくれない。100万ドルの兵器を使いこなした歴戦の勇士でも、祖国アメリカでは駐車場の警備員の仕事にすら就けない。博打好きだった戦友が靴磨きを装って近づいた子供の自爆テロによって無惨に爆死した瞬間も、今なお悪夢として自分を苛む。戦友とは、この戦争が終わったらラスベガスでスポーツカー（原語ではシェビー）を乗り回そうと楽しそうに語って、約束していたが、もう永遠に果たせない。ランボーは走馬灯のようにベトナム戦争を回顧しながら、まるで子供のように泣きじゃくり、凄惨な事件の背後にある悲劇を知った大佐は、ただランボーをその胸に抱きとめることしかできなかった。
そしてランボーは投降。救急車で搬送されるティーズルを横目に大佐の手で連行されていき、事件は終結する。

## 登場人物
ジョン・ランボー
演 - シルヴェスター・スタローン
本シリーズの主人公で、ベトナム帰還兵。グリーンベレーの元隊員。戦闘のプロフェッショナルだが、作中では相手を殺さないように手加減するなど冷酷ではない。戦争で功績を残した優秀な兵士。しかし、帰国後は国民から疎まれ、仕事に就けていない。また戦争での悲惨な記憶がフラッシュバックして苦しんでいる。
サミュエル・トラウトマン
演 - リチャード・クレンナ
大佐。ランボーの上官。ランボーの理解者として捜査に加わる。
ティーズル
演 - ブライアン・デネヒー
保安官。流れ者のランボーを目の敵にして不当な理由で逮捕したが逃げられ、追跡する。ランボーに対してトラブルを起こしたことが事件の発端となる。
カーン
演 - ビル・マッキニー
州警察長。
クリント・モーガン
演 - パトリック・スタック
中尉。
ガルト
演 - ジャック・スターレット
保安官。ランボーに対して露骨な虐め行為を行う。逃走したランボーを追った際にヘリコプターに乗り込むが、生け捕りにするというティーズルの指示に背いてランボーを狙撃するうち、谷川へ転落して死亡する。
ミッチ
演 - デヴィッド・カルーソ
保安官。
ウォード
演 - クリス・マルケイ
ティーズルの部下。
バルフォード
演 - マイケル・タルボット
ティーズルの部下。
レスター
演 - アルフ・ハンフリーズ
ティーズルの部下。ランボーが保安官事務所から脱出する際にランボーと鉢合わせし、顔面に肘打ちを喰らわされ怪我を負う。以降の登場では鼻にテーピングを巻いている。
オーヴァル
演 - ジョン・マクリアム
保安官。
シングルトン
演 - デヴィッド・L・クローリー
ティーズルの部下。
プレストン
演 - ドン・マッケイ
ティーズルの部下。

## キャスト
| 役名                         | 俳優                       | 日本語吹替                                                                       | 日本語吹替                          | 日本語吹替                  | 日本語吹替                                                   | 日本語吹替                                                                           |
| 役名                         | 俳優                       | 日本テレビ版1                                                                    | TBS版                               | フジテレビ版                | テレビ朝日版                                                 | 日本テレビ版2                                                                        |
| ---------------------------- | -------------------------- | -------------------------------------------------------------------------------- | ----------------------------------- | --------------------------- | ------------------------------------------------------------ | ------------------------------------------------------------------------------------ |
| ジョン・ランボー             | シルヴェスター・スタローン | 渡辺謙                                                                           | 羽佐間道夫                          | 銀河万丈                    | 佐々木功                                                     | 玄田哲章                                                                             |
| サミュエル・トラウトマン大佐 | リチャード・クレンナ       | 内田稔                                                                           | 小林昭二                            | 阪脩                        | 内田稔                                                       | 小林修                                                                               |
| ティーズル保安官             | ブライアン・デネヒー       | 石田弦太郎                                                                       | 石田太郎                            | 池田勝                      | 石田太郎                                                     | 内海賢二                                                                             |
| カーン州警察長               | ビル・マッキニー           | 平野稔                                                                           | 千田光男                            | 梅津秀行                    | 千田光男                                                     | 糸博                                                                                 |
| ガルト                       | ジャック・スターレット     | 小林修                                                                           | 筈見純                              | 中庸助                      | 村松康雄                                                     | 橋本功                                                                               |
| バルフォード                 | マイケル・タルボット       | 西川幾雄                                                                         | 秋元羊介                            | 小野健一                    | 城山堅                                                       | 大滝寛                                                                               |
| ウォード                     | クリス・マルケイ           | 南清貴                                                                           | 高宮俊介                            | 小室正幸                    | 成田剣                                                       | 入江崇史                                                                             |
| オーヴァル                   | ジョン・マクリアム         | 宮沢元                                                                           | 石森達幸                            | 伊井篤史                    | 名取幸政                                                     | 三木敏彦                                                                             |
| レスター                     | アルフ・ハンフリーズ       | 仁内建之                                                                         | 小島敏彦                            | 高宮俊介                    | 田中正彦                                                     | 立木文彦                                                                             |
| ミッチ                       | デヴィッド・カルーソ       | 安原義人                                                                         | 塩沢兼人                            | 荒川太郎                    | 宮本充                                                       | 佐藤淳                                                                               |
| シングルトン                 | デヴィッド・L・クローリー  | 平林尚三                                                                         | 塚田正昭                            | 田口昂                      | 益富信孝                                                     | 納谷六朗                                                                             |
| プレストン                   | ドン・マッケイ             |                                                                                  |                                     |                             |                                                              |                                                                                      |
| クリント・モーガン中尉       | パトリック・スタック       | 小島敏彦                                                                         | 喜多川拓郎                          | 小野健一                    | 家中宏                                                       | 檀臣幸                                                                               |
| ヘリパイロット               | チャールズ・A・タンブロ    |                                                                                  | 千田光男                            | 郷里大輔                    | 天田益男                                                     | 楠見尚己                                                                             |
| 州兵ブルース                 | ブルース・グリーンウッド   |                                                                                  |                                     |                             |                                                              |                                                                                      |
| 役不明またはその他           |                            | 鹿島信哉 円谷文彦 伊井篤史 小室正幸 広瀬淳 麻生美衣 鈴木勝美 立木文彦 中村紀子子 | 幹本雄之                            | 亀井芳子 竹口安芸子 藤本譲  | 峰恵研 幹本雄之 島香裕 大黒和広 磯辺万沙子 湯屋敦子 鳥海勝美 | 佐々木敏 吉見一豊 小形満 上杉陽一 伊藤昌一 定岡小百合 大橋世津 村井かずさ 藤原美央子 |
| 日本語版制作スタッフ         |                            |                                                                                  |                                     |                             |                                                              |                                                                                      |
| 演出                         |                            | 松川陸                                                                           | 蕨南勝之                            | 左近允洋                    | 松川陸                                                       | 佐藤敏夫                                                                             |
| 翻訳                         | 戸田奈津子（字幕）         | 額田やえ子                                                                       | 額田やえ子                          | 鈴木導                      | 平田勝茂                                                     | 平田勝茂                                                                             |
| 調整                         |                            | 遠西勝三                                                                         |                                     | 高橋久義                    | 南部満治                                                     | 山本洋平                                                                             |
| 録音                         |                            |                                                                                  |                                     |                             |                                                              | スタジオザウルス                                                                     |
| 制作                         |                            | ニュージャパンフィルム                                                           | ニュージャパンフィルム TBS          | グロービジョン              | ニュージャパンフィルム                                       | ニュージャパンフィルム                                                               |
| プロデューサー               |                            | 奥田誠治                                                                         | 上田正人                            | 山形淳二                    |                                                              | 大塚恭司 阿部真一郎                                                                  |
| 解説                         |                            | 水野晴郎                                                                         |                                     | 高島忠夫                    | 淀川長治                                                     |                                                                                      |
| 初回放送                     |                            | 1985年10月25日 『金曜ロードショー』                                              | 1990年10月17日 『水曜ロードショー』 | 1993年3月27日 『G洋画劇場』 | 1995年3月26日 『日曜洋画劇場』 ノーカット放送                | 1999年11月5日 『金曜ロードショー』                                                   |

- テレビ朝日版がDVD・BD収録。
- 2020年2月14日発売の  「ランボー 4Kレストア版 Blu-ray」「ランボー 4K Ultra HD Blu-ray （Ultra HD Blu-ray ＋Blu-ray 2枚組）」には5種類全ての日本語吹替が収録。

## スタッフ
- 監督 - テッド・コッチェフ
- 製作 - バズ・フェイシャンズ、シルヴェスター・スタローン
- 製作総指揮 - マリオ・カサール、アンドリュー・G・ヴァイナ
- 原作 - デイヴィッド・マレル
- 脚色 - シルヴェスター・スタローン、マイケル・コゾル
- 撮影 - アンドリュー・ラズロ
- 音楽 - ジェリー・ゴールドスミス
- 主題歌 - ダン・ヒル「It's a long road」
- 提供 - カロルコ・ピクチャーズ

## 地上波放送履歴
| 回数   | テレビ局   | 番組名             | 放送日         | 吹替版         |
| ------ | ---------- | ------------------ | -------------- | -------------- |
| 初回   | 日本テレビ | 金曜ロードショー   | 1985年10月25日 | 日本テレビ旧版 |
| 2回目  | 日本テレビ | 金曜ロードショー   | 1988年04月08日 | 日本テレビ旧版 |
| 3回目  | 日本テレビ | 金曜ロードショー   | 1989年12月01日 | 日本テレビ旧版 |
| 4回目  | TBS        | 水曜ロードショー   | 1990年10月17日 | TBS版          |
| 5回目  | フジテレビ | ゴールデン洋画劇場 | 1993年03月27日 | フジテレビ版   |
| 6回目  | テレビ朝日 | 日曜洋画劇場       | 1995年03月26日 | テレビ朝日版   |
| 7回目  | フジテレビ | ゴールデン洋画劇場 | 1996年06月26日 | フジテレビ版   |
| 8回目  | 日本テレビ | 金曜ロードショー   | 1999年11月05日 | 日本テレビ新版 |
| 9回目  | フジテレビ | ゴールデン洋画劇場 | 2001年06月09日 | フジテレビ版   |
| 10回目 | テレビ東京 | 午後のロードショー | 2004年11月29日 | テレビ朝日版   |
| 11回目 | テレビ東京 | 木曜洋画劇場       | 2008年05月22日 | テレビ朝日版   |
| 12回目 | テレビ東京 | 午後のロードショー | 2012年08月21日 | テレビ朝日版   |
| 13回目 | テレビ東京 | 午後のロードショー | 2014年11月06日 | テレビ朝日版   |
| 14回目 | テレビ東京 | 午後のロードショー | 2017年01月26日 | テレビ朝日版   |
| 15回目 | テレビ東京 | 午後のロードショー | 2019年12月06日 | テレビ朝日版   |

## 作品解説

### 映画化権の変動
原作小説が発表されたところ、当時のアメリカで問題となっていたベトナム帰還兵にスポットを当て、その心の病を描いたストーリーは評判となり、ワーナー・ブラザースが映画化権を取得、ランボー役としてクリント・イーストウッドとジェームズ・ガーナーの二人に二股交渉をしたところ、双方からオファーを断られてしまい、特にガーナーの方は「アメリカの警官を殺すような役はしたくない」とまで言われる始末であった。その後、当時注目を浴びていた若手俳優アル・パチーノにもオファーを出すも、これもまた断られてしまった。 しばらくして、マイク・ニコルズが企画に興味を示し、主演にダスティン・ホフマンを推すも、「暴力的すぎる」と断られてしまった事から企画は頓挫し、映画化権は当時新鋭のプロデューサーだったマリオ・カサール、アンドリュー・G・ヴァイナが設立したカロルコ・ピクチャーズに売却された。

### 配役
カサールらにとってハリウッド進出第1作目となったことから、彼らの作品に対する熱意は相当なものであった。
当初ランボー役はスティーブ・マックイーンに打診され、本人も出演に意欲的だった。しかし、既に病魔に侵されていたマックイーンは体調不良により降板（その後死去）、そのためカサールらは、ニック・ノルティやキャリアが頭打ち状態だったジョン・トラボルタにオファーを出すも断られてしまったが、当時『ロッキー』シリーズ以外の作品が興行的に不振が続いていたシルベスター・スタローンがギャラを下げてまでも出演を熱望し事なきを得た。また、トラウトマン大佐役は当初カーク・ダグラスに依頼されたが、ダグラスは原作通りの結末にならないことを知ってこれを辞退している。

### 撮影
本作では、主役のスタローン自ら多くの危険なスタントをこなした。崖から落ちるシーンでは肋骨など4箇所を骨折。また、本作撮影後にはスタローンが入院したため、自身が監督を務めた『ロッキー3』の編集作業が遅れ、劇場公開の延期を余儀なくされた。ちなみに右腕の傷を自分で治療するシーンでは撮影中に負った実際の傷を自ら縫ったとされているが、北米版DVDに収録されたスタローン本人のコメントによると「ポンプとチューブを取り付けた特殊メイク」である。
本作に登場する銃火器は全てが実銃で、その多くはFBIやSWATから借用したものだった。撮影中、これらの武器は厳重な管理下に置かれたが、それにも関わらず国際的な武器密輸組織によって盗まれ、アメリカのマスコミを騒がせる事件となったという。
映画ではワシントン州にあるホープという小さな町の設定だが、実在しない。撮影が行われたのはカナダのブリティッシュコロンビア州にあるホープという町である。

### タイトル
配給元の東宝東和によってタイトルが『ランボー』に改められたとされる誤解が多いが、原題の "First Blood" はアメリカ・イギリス・カナダ・オーストラリア・デンマークなどの英語圏と一部の国でのみ用いられ、その他の多くの国では日本公開以前から『ランボー』のタイトルが使われている。日本ではこの誤解が非常に多く、スタローン本人の感謝文とされるものも原題の改変とは無関係な、東宝東和のマーケティングに関するものである。日本での経緯を挙げると
ランボーを配給するきっかけとなったのは、カンヌ映画祭で上映された40分弱のダイジェストであり、スタローン主演の爆裂痛快アクションを期待していた東宝東和は開始5分で契約した。
権利元から納品された作品は東宝東和の関係者が考えてるものにはほど遠い内容であったが、哀愁漂う主人公が我慢に我慢を重ねた末爆発するという物語は日本人の感性に合致する内容だった。問題点は、作品の舞台がアメリカのとある田舎町で派手さに欠けてたこと、ベトナム帰還兵という設定が日本人には理解しがたいものだったこと、また決してハッピーエンドとはいえない終わり方であった。
そのため、日本語題を原題の "First Blood" (先制攻撃の意)から主人公の名字である『ランボー』に変更、大量のパトカーなど作中には出てこない小道具などを配置したポスターを製作するなど、アクション超大作を思わせる宣伝が行われ、さらにパンフレットにも真偽不明の大言壮語がこれでもかと羅列された。
2作目以降、シリーズの題名は英語圏でも "Rambo" に変更、第1作である本作も "Rambo" あるいは "Rambo: First Blood" というタイトルで世界的に知られている。
First Blood とは、ボクシングで最初に対戦相手を流血させた時に使う慣用句 "draw first blood" から取ったものであり、直訳すると「先制攻撃」となる。また、オットー・フォン・ビスマルクの鉄血政策に由来する用語でもある。劇中では、保安官たちが先に仕掛けてきたと語る場面で "draw the first blood" という台詞が用いられている。

### 原作との違い
本作はその結末と、ランボーに直接殺害された犠牲者が皆無である点が、原作と大きく異なっている。
原作のランボーはティーズルとの対決を経て、ダイナマイトで自殺を図るが果たせず、トラウトマンによって射殺される。映画でも当初はトラウトマンに射殺される予定で、そのシーンの撮影も行われたが、モニター試写の結果が不評であり、また続編の想定もあったため、そちらは不採用となった。2012年現在、射殺されるエンディングはDVDの特典映像として収録され、シリーズ第4作『ランボー/最後の戦場』ではランボーの夢の中でそのシーンが一瞬登場している。
原作の舞台はケンタッキー州。そして保安官ティーズルもまた朝鮮戦争の従軍体験を引きずる「帰還兵」であり、2人の戦いは帰還兵同士の私闘と化していく。

## 評価・影響
当時のアメリカでは、ベトナム戦争やベトナム帰還兵に対する反発が根強かったため、米国での興行収入は4721万2904ドルと中規模のヒットに留まった（同年のスタローン主演作『ロッキー3』は1億2504万9125ドル）。これにより、続編以降は単純な戦争アクション映画へと内容が変化していく。
1987年、ニカラグアのダニエル・オルテガ大統領が国連総会で、自国の反政府武装勢力などを支援しているアメリカを非難する中で「ランボーは映画の中にしかいない」と発言している。ちなみに劇中トラウトマン大佐がランボーの戦友の名前を挙げるなかに、オルテガという人物がいるが、これは全くの偶然である。

## 他作品への影響
- スタローンが無名のころに主演したコメディ映画が、後に再編集され『レインボーと呼ばれた男』（A Man Called... Rainbo ）と改題されリリースされている。内容は、過激派学生のスタローンが警察に追われる、本作のパロディ。
- 『エネミー・ライン3 激戦コロンビア』の中で、コロンビア軍特殊部隊の隊員が「お前らアメリカ人はランボー気取りだ」と言うシーンがある。
- 『コンバットショック ベトナム帰還兵残酷物語』 - ベトナム帰還兵が祖国で追い詰められ、大勢の人を殺害する内容のホラー作品。『ランボー/最後の戦場』が公開された2008年にDVD化され、日本語題が『死神ランボー 皆殺しの戦場』と改められた。ランボーとあるが主人公の名前はフランキーである。DVD版のキャッチコピーも『引きこもって生きるか、誰かのために死ぬか、俺が決める。』という、『ランボー 最後の戦場』を意識したものになっている。
- 『サンダー』 - 1983年のイタリアのアクション映画。主人公のインディアンの青年が保安官からの迫害に怒りを爆発させて反撃するストーリーはランボーに酷似している。
- 『ランボー者』- 原題：Steel Justice、1987年製作、1989年日本公開。配給:日本ヘラルド映画（2012年現・角川映画）。主演マーティン・コーヴ。ランボーの人気に便乗して日本語題がつけられた、ベトナム帰還兵が活躍するB級アクション映画。日本語題は「ランボー」と「乱暴者」をかけたシャレである。マーティン・コーヴ自身、『ランボー/怒りの脱出』にパイロットのエリクソンとして出演。ラストでランボーから機関銃の銃床で殴られる。
- 1987年6月に日本で公開された『ランボー 地獄の季節』（アルチュール・ランボーの人生を映画化した作品）をランボーシリーズと勘違いしていた観客が多数いたといわれている。
- 1990年の映画『グレムリン2 新・種・誕・生』では、モグワイのギズモが『ランボー/怒りの脱出』を観る場面がある（この時の吹き替えは玄田哲章）。ギズモはランボーに影響され自らを鍛え上げ、事務用品で作った武器も用意してランボーになりきり、グレムリンのモホークに立ち向かう。
- 1988年の映画『ダイ・ハード』で、武装テロリストのリーダー、ハンス（アラン・リックマン）とジョン・マクレーン（ブルース・ウィリス）の無線でのやり取りの中でハンスが「ランボーのつもりか」というセリフがある。
- 1994年の映画『トゥルーライズ』で、スパイの主人公ハリー・タスカーの妻であるヒロインのヘレンが夫ハリー（アーノルド・シュワルツェネッガー）が目の前でテロリストを次々と倒していくのを目にして「ランボーみたい」とつぶやくシーンがある。
- 2005年の映画『ロード・オブ・ウォー』で、主人公のユーリー・オルロフ（ニコラス・ケイジ）が取引した独裁者の息子に「ランボーの銃をくれ」と頼まれるシーンがある。ユーリーは彼にランボーが1，2で使用していたM60を売った。
- 『攻殻機動隊 S.A.C. 2nd GIG』第14話の中で、イギリス人兵士がアメリカ人兵士を貶すセリフとして「ふん、ジョン・ランボーが」と言うシーンがある。
- 2011年のロシアの映画である『FLINT』はランボーのパロディ作品であり、主人公が街を訪れた流れ者として警察に拘束されるなど、あらすじもランボーを意識した物になっている。
- 2019年に放送されたテレビアニメ『ポプテピピック』第13話で、ランボーのラストシーンのパロディが行われた。

## パチンコ
2006年10月には、平和からパチンコ台「CRランボーEJ」「CRランボーES」「CRランボーMK」と、スペックの異なる3機種がリリースされた。

## ゲーム
- ランボー 地獄のヒーロー！激闘救出作戦（MSX、パックインビデオ、1985年発売）。第2作「ランボー/怒りの脱出」を元にしており、プレイヤーはランボーとなって単身ジャングルの捕虜収容所に幽閉された捕虜を救出に行くという内容。
- ランボー（ファミリーコンピュータ、パックインビデオ、1987年12月4日発売）。横スクロールのアクションゲーム。モチーフは第2作「ランボー/怒りの脱出」を元にしている。
- ランボー3（メガドライブ、セガ、1989年10月21日発売）。「ランボー3　怒りのアフガン」を元にしている。ファミコンで発売したゲームとは制作会社が異なっており、システムも違う。
- RAMBO3（アーケードゲーム、タイトー、1989年発売）。「ランボー3　怒りのアフガン」を元にしている。日本では未発売。
- RAMBO（業務用ガンシューティングゲーム、セガ、2008年発売）。
- Rambo: The Video Game（英語版）（Microsoft Windows/Xbox 360/PlayStation 3、テヨン、2014年発売）。日本ではPlayStation 3で2016年発売。

## 続編
- 『ランボー/怒りの脱出』（1985年）
- 『ランボー3/怒りのアフガン』（1988年）
- 『ランボー/最後の戦場』（2008年）
- 『ランボー ラスト・ブラッド』（2019年）